# Aegilotriticum triticoides
Aegilotriticum triticoides är en gräsart som först beskrevs av Esprit Requien och Antonio Bertoloni, och fick sitt nu gällande namn av Van Slageren. Aegilotriticum triticoides ingår i släktet Aegilotriticum och familjen gräs. Inga underarter finns listade i Catalogue of Life.